# Пшеницыно (Приморский край)
Пшени́цыно — село в Чугуевском муниципальном районе Приморского края России.

## География
Село находится в долине реки Матвеевка (левый приток Уссури), на расстоянии 17 км (по прямой) к юго-западу от села Чугуевка, административного центра района.
К Пшеницыно идёт автомобильная дорога через село Соколовка.

## История
Основано в 1912 году. После пограничного конфликта на острове Даманском в 1972 году село Табахеза переименовано в Пшеницыно, в честь советского партийного деятеля К. Ф. Пшеницына (1892—1937).

## Население
| 2002 | 2006 | 2010 |
| ---- | ---- | ---- |
| 371  | ↘324 | ↘275 |

## Улицы
| - ул. Колхозная, - ул. Лесная, - ул. Первомайская, | - пер. Почтовый, - ул. Рабочая, - ул. Советская. |

## Экономика
Жители занимаются сельским хозяйством.